# Pedro Piedrabuena
Pedro Piedrabuena (* 21. August 1971 in Montevideo, Uruguay) ist ein US-amerikanischer Karambolagespieler.

## Karriere
Bevor Piedrabuena US-amerikanischer Staatsbürger wurde, gewann er 1991 die Argentinische Meisterschaft und 1992 die nationale Meisterschaft in seinem Geburtsland Uruguay.
Zurzeit wohnt Piedrabuena in San Diego, Kalifornien, wo er eine Billardschule (Billiards College) betreibt. Er ist, nach Sang Lee, der erfolgreichste US-amerikanische Dreibandspieler.
Bei der Dreiband-Weltmeisterschaft 2001 schaffte er es ins Achtelfinale der Endrunde, scheiterte aber dort am Mexikaner Luis Miguel Ávila. Zusammen mit seinem Teamkollegen Mazin Shooni erreichte er, bei der Dreiband-Weltmeisterschaft für Nationalmannschaften 2007, den 2. Platz der Vorrunde. Beim Dreiband-Weltcup 2009/4 kam Piedrabuena unter die Letzten 32, unterlag dort aber Weltmeister Ryūji Umeda.
2012 gewinnt er die Triple Crown, als er alle drei wichtigen Turniere (USBA National Championship, Champion-of-Champios-Tournament, Verhoeven Open) für sich entscheiden konnte. Beim letztgenannten Turnier schlug er zunächst den 21-fachen Altweltmeister Raymond Ceulemans aus Belgien, und anschließend, wenn auch knapp, im Finale den mehrfachen Weltmeister Torbjörn Blomdahl aus Schweden mit 40:37 in 29 Aufnahmen. Die Champion of Champions Trophy gewann er 2012 zum zweiten Mal in Folge und spielte auch die Höchstserie von 16. Das Spiel gegen Mazin Shooni gewann er kampflos, weil sein Gegner mehr als die erlaubten 15 Minuten zu spät zum Turnier erschien. Die Turnierleitung erklärte Piedrabueno zum Sieger.
Im Februar 2013 steht er auf Platz 1 der USBA-Rangliste.
Wie die meisten US-Spieler nimmt auch Piedrabuena nur selten an internationalen Turnieren teil. Bei  Weltmeisterschaften belegt er meist nur mittlere Plätze.
Im Juli 2013 spielte er zum ersten Mal wieder bei der Panamerikameisterschaft mit und konnte sich im Finale gegen den kolumbianischen Shooting-Star Huberney Cataño mit 40:33 durchsetzen. Dies verschaffte ihm einen enormen Sprung von fast 70 Plätzen von 94 auf 25 in der Weltrangliste.
2017 konnte Piedrabuena in Quilmes, Argentinien zum zweiten Mal nach 2013 im kolumbianischen Cali die Panamerikameisterschaft gewinnen. Im Finale setzte er sich mit 40:36 in 33 Aufnahmen gegen den Ecuadorianer Javier Teran durch. Er machte damit auch in der Weltrangliste Plätze gut und rückte auf Platz 22 der Welt.

### UMB-Sperre 2019
Er unterschrieb im Frühjahr 2019 einen Vertrag bei der neu gegründeten Professional Billiards Association (of Korea) PBA. Da die PBA kein Mitglied der Union Mondiale de Billard (UMB) ist, werden Spieler, die an PBA-Turnieren teilnehmen, mit einer Sperre von einem Jahr je Turnierteilnahme, maximal aber drei Jahren, belegt. Damit endete seine UMB-Spielzeit zum Ende der Saison 2018/19. Nach einer Spielzeit verließ er die PBA wieder, da er durch den mehrmonatigen Ortsaufenthalt sich nicht mehr angemessen um sein Geschäft und die US-Turniere kümmern konnte.

### Nach-PBA (seit 2021)
Nach seiner Rückkehr hatte er seinen UMB Spielerstatus zurückerhalten und wurde 2021 und 2022 erneut US-Meister. 2022 spielte er vor heimischem Publikum beim Weltcup in Las Vegas, wo er bis ins Viertelfinale kam und am Ägypter Sameh Sidhom scheiterte, nachdem er im Achtelfinale Altmeister Torbjörn Blomdahl aus Schweden schlagen konnte. Seinen ersten großen internationalen Auftritt hatte er im Januar 2023 beim ersten Dreiband Grand Prix des Jahres im südkoreanischen Wonju. In der ersten Qualifikationsrunde setzte er sich als Zweiter direkt hinter den Niederländer Dick Jaspers und kam in die nächste Runde, die er nach einem Matchstand von 2-0-2 als Dritter abschloss aber als einer von vier „Lucky Losern“ in die Endrunde einzog.

## Erfolge
- Dreiband-Panamerikameisterschaften: (CPB):  2009, 2013, 2017  2014, 2016
- US-amerikanische Dreiband-Meisterschaft:  2002, 2004, 2007, 2011, 2012, 2013, 2014, 2015, 2017, 2021, 2022  2005, 2006, 2007, 2008, 2009 2016, 2018   1997
- Verhoeven Open:  2012  2003, 2004[6][7]
- Champion-of-Champios-Trophy:  2011, 2012[15][8]
- USBA Tour Open:  2012[16]
- Argentinische Meisterschaft:  1991
- Uruguayische Meisterschaft:  1992
- Carom Corner Boston:  1998